# Стефчо Максимов
Вижте пояснителната страница за други личности с името Максимов.
Стефчо Максимов, известен като Кратовски, е български просветен деец, борец срещу сръбската пропаганда в Македония.

## Биография
Максимов е роден в Кратово, тогава в Османската империя, днес в Северна Македония. Повече от 50 години работи като учител в родния си град, Кочани и Крива паланка. Много от неговите възпитаници активно участват в просветното и църковно дело на Македония. Стефчо Максимов взема дейно участие в борбата срещу сръбската пропаганда във Вардарска Македония.

## Памет
На даскал Стефчо е наречена улица във вилна зона „Горна баня“ в София (Карта).